# Szalai Júlia
Szalai Júlia (Budapest, 1948. január 30. – 2022. november 21.) magyar szociológus, egyetemi oktató, a Magyar Tudományos Akadémia levelező tagja. Kutatási területe a szociálpolitika története, a posztszocialista jóléti és elosztási rendszerek, a szegénység történeti formái, valamint a romák és a nők helyzete a társadalomban.

## Életpályája
Édesapja Szalai Sándor szociológus. Középiskolai tanulmányait a Móricz Zsigmond Gimnáziumban végezte, ahol 1966-ban érettségizett. Ezt követően a Marx Károly Közgazdaságtudományi Egyetem tervmatematika szakán tanult, diplomáját 1971-ben szerezte meg. Még egyetemi évei alatt kezdett kérdezőbiztosként dolgozni Ferge Zsuzsának. 1973-ban lett a Magyar Tudományos Akadémia Szociológiai Kutatóintézetének segédmunkatársa lett (ahol 1971 óta gyakornok volt), a kutatóintézeti ranglétrát végigjárva (1977-tól tudományos munkatársa, 1986-tól főmunkatárs) 2008-ban tudományos tanácsadó, majd később kutatóprofesszori megbízást kapott. 2013-tól professor emerita a kutatóintézetnél. Több éven keresztül vezette a társadalomtörténeti és szociálpolitikai osztályt is. Emellett 1978-tól az Eötvös Loránd Tudományegyetemen, 1991-től a CEU-n tanított, emellett a Wesley János Lelkészképző Főiskola óraadó oktatója is 1995–1999 között. A CEU-n a nacionalizmuskutatási, valamint politikatudományi programban és a demokráciakutató intézetben tevékenykedett. Az ELTE Szociológiai Doktori Iskolájának törzstagja volt. Magyarországi munkái mellett külföldön is többször kapott oktatói megbízást: a glasgow-i Strathclyde Egyetemen 1993–1999, a Glasgow-i Egyetemen 2006–2012 között oktatott.
1986-ban védte meg a szociológiai tudomány kandidátusi, 2007-ben akadémiai doktori értekezését. Az MTA Szociológiai Tudományos Bizottságának lett tagja. 2019-ben a Magyar Tudományos Akadémia levelező tagjává választották. Számos tudományos társaságban vállalt aktív szerepet: 1990–1996 között a Társadalomtudományi Társaság választmányi tagja, 1990–2007 között a Max Weber Alapítvány, valamint 1992–2007 között az Aktív Társadalom Alapítvány elnöke volt. 2009–2015 között az ENSZ Szociális Fejlesztési Kutatóintézete (UNRISD) igazgatóságának tagja volt. Emellett több folyóirat szerkesztőbizottságában is részt vett: Holmi, Esély, Szociológiai Szemle, Critical Social Policy, Signs, Social Policy, The European Journal of Women’s Studies, Social Science and Medicine és East Central Europe-l'Europe de Centre-Est. Több mint kétszáz tudományos közlemény szerzője vagy szerkesztője volt. Publikációit magyar és angol nyelven adta közre.

## Díjai, elismerései
- A Soros Alapítvány alkotói díja (2002)
- A Magyar Köztársasági Érdemrend Lovegkeresztje (2003)
- Polányi Károly-díj (2005, 2015)

## Főbb publikációi
- A társadalompolitika, a jövedelempolitika és a társadalmi struktúra (társszerző, 1979)
- The Crisis of Social Policy for Youth in Hungary (1984)
- Az egészségügy betegségei (1986)
- A „szociális” és az „egészségügyi” ellátás határán. Szociológiai kép a hazai ideggondozó-hálózatról (Vajda Ágnessel, 1987)
- Social Policy in the New Eastern Europe (társszerző, 1991)
- The Social History of Poverty in Central Europe (1995)
- Participation and Change in Property Relations (társszerző, 1995)
- Uram! A jogaimért jöttem! (esszék, tanulmányok, 1998)
- Cigánynak születni (társszerk., 2000)
- Conflicting struggles for recognition. Clashing interests of gender and ethnicity in contemporary Hungary (2001)
- Vállalkozók vagy polgárok? A nagyvállalkozók gazdasági és társadalmi helyzetének ambivalenciái az ezredforduló Magyarországán (Laki Mihállyal, 2004)
- Kisebbségek kisebbsége: a magyarországi cigányok emberi és politikai jogai (Neményi Máriával, 2005)
- Nincs két ország…? Társadalmi küzdelmek az állami (túl)elosztásért a rendszerváltás utáni Magyarországon (2007)
- Being 'Visibly Different'. Experiences of Second-generation Migrant and Roma Youths at School (szerk., 2010)
- Ethnic and Social Differences in Education in a Comparative Perspective (társszerző, 2010)
- Contested Issues of Social Inclusion through Education in Multiethnic Communities in Europe (szerk., 2011)
- Tíz évvel később – magyar nagyvállalkozók európai környezetben (Laki Mihállyal, 2013)
- Egymás szemébe nézve. Az elmúlt fél évszázad roma politikai törekvései (társszerk., 2019)
- A nem polgárosuló középosztály. Az "államfüggőség" társadalmi konfliktusai a jelenkori Magyarországon; Balassi, Budapest, 2020